# Conoidasida
Conoidasida és una classe de paràsits del tall Apicomplexa. Els organismes d'aquest grup tenen un orgànul característic acabat en punta en un extrem de la seva membrana externa. Aquest complex apical inclou vesícules anomenades roptries i micronemas, que s'obren en l'anterior de la cèl·lula. Secretan enzims que permeten al paràsit entrar a altres cèl·lules. La punta s'envolta d'una banda de microtúbuls denominada anell polar.
Els membres d'aquesta classe tenen també un con de fibrillas anomenat conoide. Els de la classe Aconoidasida, per contra, manquen d'aquesta estructura.
Els flagels, quan presents, apareixen solament en els microgamets (gàmetes masculins). Amb excepció del microgamets, la mobilitat es produeix generalment per desplaçament mitjançant flexions i ondulacions del cos. El grup probablement no és monofilètic i les subdivisions són artificials.